# 韩凤仪
韩凤仪（1905年一说1902年7月3日—1986年7月），号世昌，河南汜水（今荥阳市）高村镇常村人。洛阳陆军军官学校毕业（一说行伍出身）。
1935年第40軍（軍長龐炳勛）第39師（師長龐炳勛兼）工兵營營長，少校。
1937年抗戰爆發時任第40軍（軍長龐炳勛）第39師（師長馬法五）第115旅（旅長朱家麟）第229團（團長邵恩三）第1營營長。
1939年任第40軍（軍長龐炳勛）第39師（師長馬法五/劉世榮）第116旅（旅長李運通/崔玉海）第232團上校團長。
1942年5月師縮編為三團制時，任第39師第117團上校團長。
1944年6月晉任第40軍（軍長馬法五）第39師（師長司元愷）上校副師長。
1946年4月任整編第40師（師長李振清）整編第39旅（旅長司元愷）上校副旅長。
1948年12月第39師與180師合編為第115軍，任第115軍（軍長司元愷）第39師少將代理師長。
1949年去台灣任澎湖防衛部（司令李振清）第39師少將代理師長。
1949年時任國軍39師代理師長的韓鳳儀強迫流亡澎湖的學生入伍，引發流血衝突及冤案，為澎湖七一三事件。
1950年，第39師該隸96軍（軍長於兆龍）實任39師師長。
1952年8月1日第39師番號奉命撤消所屬部隊分編第45軍第57師、第58師，任第45軍（軍長高魁元）少將副軍長；
1952年10月16日，調升第96軍副軍長。
病逝于臺湾。